# Raymond Williams
Raymond Henry Williams (Llanvihangel Crucorney, Monmouthshire, Regne Unit, 31 d'agost de 1921 - Saffron Walden, Essex, Regne Unit, 26 de gener de 1988) va ser un escriptor, acadèmic, novel·lista i crític socialista gal·lès influent dins de la New Left (Nova Esquerra) britànica i en la cultura en un sentit ampli. Els seus escrits sobre política, cultura, mitjans de comunicació i literatura van contribuir a la crítica marxista de la cultura i les arts. Uns 750.000 exemplars dels seus llibres es van vendre només a les edicions del Regne Unit, i hi ha moltes traduccions disponibles. El seu treball va establir les bases del camp dels estudis culturals i del materialisme cultural.

## Biografia
Williams va interessar-se des de jove per la política i el marxisme. Va estudiar al Triniy College de la Universitat de Cambridge i és allà on es va afiliar al Partit Comunista de la Gran Bretanya, coincidint amb Eric Hobsbawm. En 1940 va haver d'interrompre els seus estudis per a participar en la Segona Guerra Mundial, on va prendre part a l'Operació Overlord. El 1946 va poder acabar els seus estudis, passant a treballar un temps en l'educació per a adults a la Universitat d'Oxford. En 1951 va exercir l'objecció de consciència en negar-se a participar en la Guerra de Corea. Des de finals dels 50 va començar la seva carrera d'escriptor i als 60 va tornar a Cambridge per a exercir de professor. També ho va fer, com a professor visitant de ciències polítiques, a la Universitat Stanford en 1973 i altres universitat estatunidenques. El 1974 va tornar a Cambridge, on va ser professor d'art dramàtic fins a la seva jubilació en 1983.
Williams formà part Escola de Birmingham d'estudis cultural i va estar molt lligat als historiadors marxistes britànics, intel·lectuals membres del Partit Comunista, del qual s'allunyen per diferències amb el sector ortodox. Una de les primeres obres de Williams és precisament un dels primers llibres englobats en el paradigma dels estudis culturals, titulat Culture and Society.
L'originalitat de Williams rau en abordar les seues investigacions des d'una perspectiva "marxista culturalista", posant èmfasi en les implicacions de la cultura als processos històrics i de canvi social. Williams es va configurar així com un marxista de la subjectivitat, posant al centre la consciència i l'acció orientada pels valors, en oposició al marxisme de l'objectivitat, que atribueix el canvi social a una sèrie de forces externes a la voluntat conscient.
A banda de la seva tasca com a crític, Raymond Williams també fou un prolífic escriptor de ficció i teatre de considerable èxit. Només al Regne Unit ha venut 750.000 exemplars.

## Obra

### Crítica literària i estudis culturals
- Reading and Criticism, Man and Society Series, London, Frederick Muller, 1950.
- Drama from Ibsen to Eliot, London, Chatto and Windus, 1952. Edició revisada, Chatto and Windus, 1968.
- amb Michael Orrom, Preface to Film, London, Film Drama, 1954.
- Culture and Society, London, Chatto and Windus, 1958. Nova edició amb nova introducció, New York, Columbia University Press, 1963.
- The Long Revolution, London, Chatto and Windus, 1961. Edició amb notes addicionals, Harmondsworth, Penguin, 1965.
- Communications, Britain in the Sixties Series, Harmondsworth, Penguin Special, Baltimore, Penguin, 1962: edició revisada, Harmondsworth, Penguin, 1966. Third edition, Harmondsworth, Penguin, 1976.
- Modern Tragedy, London, Chatto and Windus, 1966. Nova edició sense l'obra Koba i amb nou epíleg, London, Verso, 1979.
- S. Hall, R. Williams i E. P. Thompson (eds.) New Left May Day Manifesto. London, May Day Manifesto Committee, 1967. R. Williams (ed.) May Day Manifesto, Harmondsworth, Penguin, 1968, 2nd edition.
- Drama in Performance, edició revisada. New Thinkers Library, C. A. Watts, 1954
- Drama from Ibsen to Brecht, London, Chatto and Windus, 1968. Reimprès, London, Hogarth Press, 1987.
- The Pelican Book of English Prose, Volume 2: From 1780 to the Present Day, R. Williams, (ed.) Harmondsworth and Baltimore, Penguin, 1969
- The English Novel From Dickens to Lawrence, London Chatto and Windus, 1970. Reprinted, London, Hogarth Press, 1985
- Orwell, Fontana Modern Masters, Glasgow, Collins, 1971. 2a edició. Glasgow, Collins, Flamingo Paperback Editions, Glasgow, Collins, 1984.
- The Country and the City, London, Chatto and Windus, 1973. Reprinted, London, Hogarth Press, 1985.
- J. Williams and R. Williams (eds) D H Lawrence on Education, Harmondsworth, Penguin Education, 1973.
- R. Williams (ed.) George Orwell: A Collection of Critical Essays, Twentieth Century Views, Englewood Cliffs, N.J., Prentice-Hall, 1974.
- Television: Technology and Cultural form, Technosphere Series, London, Collins, 1974. (ISBN 978-0415314565)
- Keywords, Fontana Communications Series, London, Collins, 1976. Nova edició, New York, Oxford University Press, 1984.
- M. Axton i R. Williams (eds) English Drama: Forms and Developments, Essays in Honour of Muriel Clara Bradbrook, amb introducció de R. Williams, Cambridge and New York, Cambridge University Press, 1977.
- Marxism and Literature, Marxist Introductions Series, Londres i Nova York, Oxford University Press, 1977.
- Politics and Letters: Interviews with New Left Review, London, New Left Books, 1979, Edició de butxaca: Verso, 1981.
- Problems in Materialism and Culture: Selected Essays, London, Verso, 1980. New York, Schocken, 1981. Republicat com Culture and Materialism, Verso Radical Thinkers Series, 2005.
- Culture, Fontana New Sociology Series, Glasgow, Collins, 1981. Edició nord-americana, The Sociology of Culture, New York, Schocken, 1982.
- R. and E. Williams (eds) Contact: Human Communication and its History, Londres i Nova York, Thames and Hudson, 1981.
- Socialism and Ecology, London : Socialist Environment and Resources Association, 1982.
- Cobbett, Past Masters series, Oxford i Nova York, Oxford University Press, 1983.
- Towards 2000, London, Chatto and Windus, 1983. Edició nord-americana, The Sociology of Culture, incloent prefaci a la versió americana, New York, Pantheon, 1984.
- Writing in Society, London, Verso, 1983. US edition. New York, Verso, 1984
- M. Williams and R. Williams (eds) John Clare: Selected Poetry and Prose, Methuen English Texts, Londres i Nova York, Methuen, 1986.
- Raymond Williams on Television: Selected Writings, Preface by R. Williams, A. O'Connor, (ed.) London, Routledge, 1989.
- Resources of Hope, R. Gable (ed.) Londres i Nova York, Verso, 1989.
- What I Came to Say, London, Hutchinson-Radius, 1989.
- The Politics of Modernism, T. Pinkney (ed.) Londres i Nova York, Verso, 1989.
- The Raymond Williams Reader, J. Higgins (ed.) Oxford, Blackwell, 2001.

### Novel·les
- Border Country, London, Chatto and Windus, 1960. reissued Hogarth Press, 1987.
- Second Generation, London, Chatto and Windus, 1964. reissued Hogarth Press, 1987.
- The Volunteers, London, Eyre-Methuen, 1978. Paperback edition, London, Hogarth Press, 1985
- The Fight for Manod, London, Chatto and Windus, 1979. reissued Hogarth Press, 1987.
- Loyalties, London, Chatto and Windus, 1985
- People of the Black Mountains, Volume 1: The Beginning, London, Chatto and Windus, 1989
- People of the Black Mountains, Volume 2: The Eggs of the Eagle, London, Chatto and Windus, 1990

### Relats
- Red Earth, Cambridge Front, no. 2 (1941)
- Sack Labourer, in English Short Story 1, W. Wyatt (ed.) London, Collins, 1941
- Sugar, in R. Williams, M. Orrom, M.J. Craig (eds) Outlook: a Selection of Cambridge Writings, Cambridge, 1941, pp. 7–14.
- This Time, in New Writing and Daylight, no. 2, 1942-3, J. Lehmann (ed.) London, Collins, 1943, pp. 158–64.
- A Fine Room to be Ill In, in English Story 8, W. Wyatt (ed.) London, 1948.

### Obres de teatre
- Koba (1966) apareguda a Modern Tragedy, London, Chatto and Windus
- A Letter from the Country, BBC Television, April 1966, Stand, 12(1971), pp17–34
- Public Enquiry, BBC Television, 15 March 1967, Stand, 9 (1967), pp15–53

### Introduccions
- Introducció de set pàgines a All Things Betray Thee, novel·la de Gwyn Thomas.